# Show Low
Show Low é uma cidade localizada no estado americano do Arizona, no condado de Navajo. Foi fundada em 1870 e incorporada em 1953.

## Geografia
De acordo com o United States Census Bureau, a cidade tem uma área de 106,6 km², onde 106 km² estão cobertos por terra e 0,6 km² por água.

### Localidades na vizinhança
O diagrama seguinte representa as localidades num raio de 48 km ao redor de Show Low.

## Demografia
Segundo o censo nacional de 2010, a sua população é de 10 660 habitantes e sua densidade populacional é de 100,5 hab/km². Possui 7 722 residências, que resulta em uma densidade de 72,8 residências/km².